# 快速行进算法
赛斯詹姆斯引入的快速行进算法(fast marching method) 是求解程函方程:
{\displaystyle F(x)|\nabla T(x)|=1.}
的一种数值方法.
通常, 此问题描述了闭曲线在法向速度 {\displaystyle F(x)} 下的演化. 其中速度函数仅依赖于位置, 那么求解方程即可得到曲线到达某点{\displaystyle x} 的时间.
该算法基于这样的事实, 信息的从较小的时间T向外传播. 该算法与图搜索中的迪科斯彻算法(Dijkstra's algorithm)相似.
该问题是水平集方法的特殊情况. 对于该问题有更通用的算法, 但是通用算法通常会比快速行进算法慢.

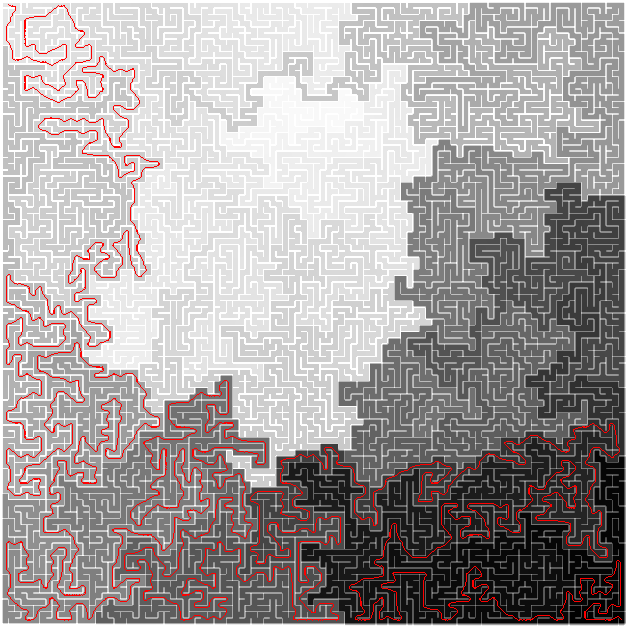
Maze as speed function shortest path
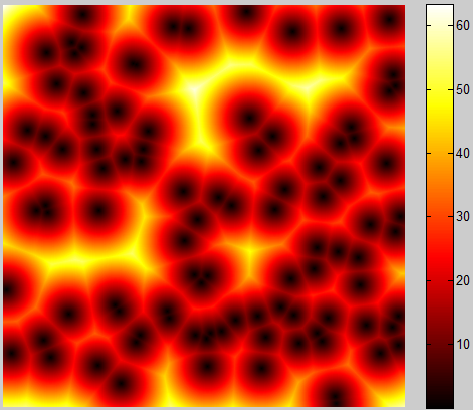
Distance map multi-stencils with random source points

## 参阅
- 水平集方法
- 迪科斯彻算法